# Hara Toratane
Hara Toratane (原 虎胤?; 1497 – 1564) è stato un samurai e generale giapponese del periodo Sengoku. È anche conosciuto come uno dei ventiquattro generali di Takeda Shingen.
Guadagnò reputazione come uno dei più abili generali Takeda. È interessante notare che disertò brevemente Takeda nel 1553 per gli Hōjō, anche se ritornò poco dopo. Fu attivo nelle guerre del Takeda nella provincia di Shinano ed è li che morì per le ferite subite a Warikadake nel 1561. Ha la fama di essere stato ferito non meno di 53 volte nel corso di circa 30 battaglie. Ironia della sorte, dopo la sua morte il suo titolo di Mino no Kami è andato a Baba Nobuharu che fu altrettanto famoso per non esser mai stato ferito in battaglia una volta prima della sua morte.